# Брајант Данстон
Брајант Кевин Данстон Млађи (јерм. Բրայանտ Քեւին Դանստոն կրտսեր, енгл. Bryant Kevin Dunston Jr.; Квинс, 28. мај 1986) амерички је кошаркаш. Игра на позицијама крилног центра и центра, а тренутно наступа за Олимпијy из Милана. Као натурализовани кошаркаш наступао је за репрезентацију Јерменије.

## Клупска каријера
Данстон је студирао и играо кошарку на Универзитету Фордам од 2004. до 2008. године, након чега није одабран на НБА драфту. Професионалну каријеру је почео у Северној Кореји где је наступао за екипу из Улсана. Први европски ангажман имао је у екипи солунског Ариса. Након тога је био у Израелу где је наступао за Бнеи Хашарон и Хапоел Холон. У сезони 2012/13. наступао је за Варезе у италијанској Серији А.
У јулу 2013. потписао је двогодишњи уговор са Олимпијакосом. Као играч Олимпијакоса двапут заредом добио је награду за најбољег одбрамбеног играча Евролиге (2014. и 2015). Са клубом из Пиреја је био првак Грчке у сезони 2014/15. и освајач Интерконтиненталног купа 2013. године.
У јуну 2015. потписао је уговор са Анадолу Ефесом. Са Ефесом је два пута заредом освојио Евролигу (2021. и 2022). У домаћим оквирима са клубом је три пута био првак Турске, два пута освајач Купа и четири пута освајач Суперкупа. Данстон је напустио Ефес по окончању такмичарске 2022/23, након осам сезона у клубу. У сезони 2023/24. наступао је Виртус из Болоње. У јулу 2024. потписао је за литвански Жалгирис.

## Репрезентација
У јуну 2015. године Данстон се нашао на списку селектора репрезентације Словеније, Јурија Здовца, за Европско првенство које се одржавало исте године у Француској, Хрватској, Немачкој и Летонији. Данстон ипак није наступао за Словенију на Евробаскету пошто није добио словеначко држављанство. Наредне 2016. године добио је јерменско држављанство како би наступао за репрезентацију Јерменије на Европском првенству за мале државе које се одржавало у Молдавији. Тада је одиграо пет утакмица за Јерменију и то су му уједно и једини наступи за ову државу.

## Успеси

### Клупски
- Олимпијакос:
  - Првенство Грчке (1): 2014/15.
  - Интерконтинентални куп (1): 2013.
- Анадолу Ефес:
  - Евролига (2): 2020/21, 2021/22.
  - Првенство Турске (3): 2018/19, 2020/21, 2022/23.
  - Куп Турске (2): 2018, 2022.
  - Суперкуп Турске (4): 2015, 2018, 2019, 2022.
- Виртус Болоња:
  - Суперкуп Италије (1): 2023.

### Појединачни
- Најбољи одбрамбени играч Евролиге (2): 2013/14, 2014/15.
- Идеални тим Евролиге — друга постава (1): 2016/17.